# 科爾帕漢卡山
8°40′06″S 77°45′45″W / 8.66833°S 77.76250°W
科爾帕漢卡山（Collpa Janca），是秘魯的山峰，位於該國北部安卡什大區，由庫斯卡區和尤拉克馬爾卡區負責管轄，屬於布蘭卡山脈的一部分，海拔高度4,800米。